# Qatar Stars League 2017-2018
La Qatar Stars League 2017-2018 è stata la 45ª edizione del massimo livello del campionato qatariota di calcio. Il campionato è iniziato il 15 settembre 2017 ed è terminato il 7 aprile 2018.

## Squadre

### Partecipanti
| Club           | Città     | Stadio                           | Allenatore        |
| -------------- | --------- | -------------------------------- | ----------------- |
| Al-Ahli Doha   | Doha      | Hamad bin Khalifa Stadium        | George Jorge      |
| Al-Arabi       | Doha      | Grand Hamad Stadium              | Luka Bonačić      |
| Lekhwiya       | Doha      | Lekhwiya Sports Stadium          | Djamel Belmadi    |
| Al-Gharafa     | Doha      | Thani bin Jassim Stadium         | Bülent Uygun      |
| Al-Kharitiyath | Al Khor   | Al-Khor SC Stadium               | Yassir Al Sobaie  |
| Al-Khor        | Al Khor   | Al-Khor SC Stadium               | Nacif Beyaoui     |
| Al-Markhiya    | Al Wakrah | Jassim Bin Hamad Stadium         | Adel Sellimi      |
| Al-Rayyan      | Al-Rayyan | Ahmed bin Ali Stadium            | Michael Laudrup   |
| Al-Sadd        | Doha      | Jassim Bin Hamad Stadium         | Jesualdo Ferreira |
| Al-Sailiya     | Doha      | Hamad bin Khalifa Stadium        | Sami Trabelsi     |
| Qatar SC       | Doha      | Sheikh Hamad bin Suhaim Al Thani | Gabriel Calderón  |
| Umm-Salal      | Doha      | Suheim Bin Hamad Stadium         | Talal El Karkouri |

### Giocatori stranieri
Il numero totale di giocatori stranieri è stato ristretto a 9 per squadra .Ogni squadra può registrare un massimo di 4 giocatori stranieri professionisti, di cui massimo tre provenienti da nazioni che non appartengono alla Asian Football Confederation (AFC).
I giocatori in grassetto sono quelli registrati durante la finestra di mercato di metà stagione.
| Club           | Giocatore 1          | Giocatore 2        | Giocatore 3        | Giocatore AFC           | Ex Giocatori                         |
| -------------- | -------------------- | ------------------ | ------------------ | ----------------------- | ------------------------------------ |
| Al-Ahli        | Simão Mate Junior    | Hamza Younés       | Yassine Chikhaoui  | Hadi Al Masri           | Cristian Nazarit                     |
| Al-Arabi       | Diego Jardel         | Ivan Fuštar        | Kwame Karikari     | Saad Natiq              | Mardik Mardikian                     |
| Al-Duhail      | Lucas Mendes         | Youssef El-Arabi   | Youssef Msakni     | Nam Tae-Hee             |                                      |
| Al-Gharafa     | Wesley Sneijder      | Diogo Amado        | Rubert Quijada     | Mehdi Taremi            | Vladimir Weiss Luis Jimenez          |
| Al Khairitiyat | Josue Mohy           | Anouar Diba        | Rachid Tiberkanine | Sanzhar Tursunov        |                                      |
| Al-Khor        | Luciano Castán       | Madson Formagini   | Ariel Ngueukam     | Soroush Rafiei          |                                      |
| Al Markhiya    | Eric Pereira         | Léo Mineiro        | Tijan Jaiteh       | Rebin Sulaka            | Kwame Karikari Alain Traoré          |
| Al-Rayyan      | Abderrazak Hamdallah | Mouhcine Moutouali | Gonzalo Viera      | Koh Myong-jin           |                                      |
| Al-Sadd        | Baghdad Bounedjah    | Jugurtha Hamroun   | Xavi Hernandez     | Morteza Pouraliganji    |                                      |
| Al-Sailiya     | Nadir Belhadj        | Dragoș Grigore     | Valentin Lazăr     | Temurkhuja Abdukholiqov |                                      |
| Qatar SC       | Bruno Gallo          | Patrick Fabiano    | Osama Omari        | Luis Jimenez            | Mohammad Tayyebi Sajjad Shahbazzadeh |
| Umm Salal      | Yannick Sagbo        | Adil Rhaili        | Oussama Darragi    | Mahmoud Al-Mawas        |                                      |

## Classifica finale
|                  | Pos. | Squadra        | Pt | G  | V  | N | P  | GF | GS | DR  |
| ---------------- | ---- | -------------- | -- | -- | -- | - | -- | -- | -- | --- |
| Qatar (bandiera) | 1.   | Al-Duhail      | 60 | 22 | 19 | 3 | 0  | 86 | 27 | +59 |
|                  | 2.   | Al-Sadd        | 49 | 22 | 16 | 1 | 5  | 68 | 25 | +43 |
|                  | 3.   | Al-Rayyan      | 43 | 22 | 13 | 4 | 5  | 54 | 39 | +15 |
|                  | 4.   | Al-Gharafa     | 35 | 22 | 10 | 5 | 7  | 43 | 34 | +9  |
|                  | 5.   | Umm-Salal      | 33 | 22 | 8  | 9 | 5  | 33 | 34 | -1  |
|                  | 6.   | Al-Sailiya     | 28 | 22 | 8  | 4 | 10 | 40 | 42 | -2  |
|                  | 7.   | Al-Arabi       | 24 | 22 | 6  | 6 | 10 | 30 | 42 | -12 |
|                  | 8.   | Al-Khor        | 24 | 22 | 7  | 3 | 12 | 24 | 39 | -15 |
|                  | 9.   | Al-Ahli Doha   | 22 | 22 | 6  | 4 | 12 | 24 | 43 | -19 |
|                  | 10.  | Qatar SC       | 22 | 22 | 6  | 4 | 12 | 24 | 46 | -22 |
|                  | 11.  | Al-Kharitiyath | 16 | 22 | 4  | 4 | 14 | 29 | 62 | -33 |
|                  | 12.  | Al-Markhiya    | 13 | 22 | 2  | 7 | 13 | 19 | 42 | -23 |

Legenda:

      Campione del Qatar e ammessa alla AFC Champions League 2019

      Ammesse alle qualificazioni della AFC Champions League 2019

      Retrocessa in Qatar Second Division 2018-2019
Tre punti a vittoria, uno a pareggio, zero a sconfitta.
La classifica viene stilata secondo i seguenti criteri:
- Punti conquistati
- Playoff (per titolo, partecipazione alle coppe e retrocessione)
- Differenza reti generale
- Reti totali realizzate

## Classifica marcatori
Aggiornata all'8 aprile 2018
| Posizione | Giocatore            | Club           | Goal |
| --------- | -------------------- | -------------- | ---- |
| 1         | Youssef El-Arabi     | Lekhwiya       | 26   |
| 2         | Youssef Msakni       | Lekhwiya       | 25   |
| 3         | Abderrazak Hamdallah | Al-Rayyan      | 18   |
| 4         | Baghdad Bounedjah    | Al-Sadd        | 16   |
| 5         | Rodrigo Tabata       | Al-Rayyan      | 15   |
| 6         | Rachid Tiberkanine   | Al-Kharitiyath | 13   |
| 7         | Hassan Al Haidos     | Al-Sadd        | 12   |
| 7         | Jugurtha Hamroun     | Al-Sadd        | 12   |
| 7         | Nam Tae-Hee          | Lekhwiya       | 12   |
| 7         | Wagner Ribeiro       | Al-Sailiya     | 12   |